# Johannesburg Indoor 1976
Il Johannesburg Indoor 1976 è stato un torneo di tennis giocato sul cemento. È stata la 1ª edizione del torneo, che fa parte del World Championship Tennis 1976. Si è giocato a Johannesburg in Sudafrica dal 6 al 12 aprile 1976.

## Campioni

### Singolare maschile
Onny Parun ha battuto in finale  Cliff Drysdale con il punteggio di 7–6 6–3

### Doppio maschile
Marty Riessen /  Roscoe Tanner hanno battuto in finale  Frew Donald McMillan /  Tom Okker con il punteggio di 6–2, 7–5